# Interpelacja poselska
Interpelacja poselska (łac. interpellatio 'przerwanie; zakłócenie' od interpellare  'przerywać komu mowę; zagadnąć kogo; domagać się') – jedna z form polskiej kontroli parlamentarnej.
Polega na wystosowaniu pisemnego pytania przez posła na Sejm RP (poprzez Marszałka Sejmu RP) do Prezesa Rady Ministrów lub konkretnego ministra. Interpelacja daje członkom parlamentu prawo do składania zapytania w każdej sprawie, prawo żądania odpowiedzi i prawo wyciągania z nich wniosków. Pytanie powinno zawierać także krótkie przedstawienie stanu faktycznego sytuacji, do której się odnosi. Na interpelację odpowiedź musi być udzielona w określonym terminie (21 dni); jest możliwe przeprowadzenie nad nią debaty parlamentarnej.